# Sacré géranium
Sacré géranium es el primer álbum del cantautor neerlandés en francés Dick Annegarn editado en 1974.
Todas las canciones fueron escritas por el cantante y el disco toma el nombre de la canción Sacré Géranium, que además fue un gran éxito.

## Lista de canciones
1. Sacré géranium (2 min 41)
2. La transformation (3 min 39)
3. Le grand dîner (3 min 42)
4. Bruxelles (2 min 28)
5. Volet fermé (1 min 50)
6. Faubert Waltz (2 min 32)
7. Bébé éléphant (2 min 37)
8. L'univers (3 min 15)
9. L'institutrice (2 min 24)
10. L'Orage (4 min 57)
11. Ubu (1 min 36)

## Producción
- Letra y música : Dick Annegarn
- Arreglos : Jean Musy
- Sonido : Paul Houdebine assisté de Philippe Puig
- Dirección artística : Jacques Bedos

- Datos: Q928878